# Ali Bouafia
Ali Bouafia (ar. علي بوعافية; ur. 5 sierpnia 1964 w Miluzie) – algierski piłkarz grający na pozycji lewoskrzydłowego. W swojej karierze rozegrał 7 meczów w reprezentacji Algierii.

## Kariera klubowa
Swoją karierę piłkarską Bouafia rozpoczął w klubie FC Mulhouse. W sezonie 1982/1983 zaczął grać w rezerwach tego klubu, a w 1983 roku awansował do pierwszego zespołu, w którym grał w drugiej lidze francuskiej do końca sezonu 1986/1987. Latem 1987 przeszedł do pierwszoligowego Olympique Marsylia. Swój debiut w nim zaliczył 18 lipca 1987 w przegranym 1:3 wyjazdowym meczu z AS Monaco. W Olympique grał przez rok.
Latem 1988 Bouafia przeszedł do drugoligowego Olympique Lyon. W sezonie 1988/1989 wywalczył z nim awans do pierwszej ligi. W 1992 roku odszedł do RC Strasbourg. Swój debiut w nim zaliczył 8 sierpnia 1992 w wygranym 2:0 domowym meczu z Lille OSC. Zawodnikiem Strasbourga był przez trzy sezony.
Latem 1995 Bouafia trafił do drugoligowego FC Sochaux-Montbéliard. W 1997 roku przeszedł do FC Lorient i w sezonie 1997/1998 awansował z nim z drugiej do pierwszej ligi. W 1999 roku odszedł do drugoligowego US Créteil-Lusitanos, a na początku 2000 do innego klubu z tej ligi, En Avant Guingamp. Latem 2000 zakończył w nim swoją karierę.
| Sezon   | Klub                   | Kraj    | Rozgrywki  | Mecze | Bramki |
| ------- | ---------------------- | ------- | ---------- | ----- | ------ |
| 1982/83 | FC Mulhouse B          | Francja | Division 3 | 1     | 0      |
| 1983/84 | FC Mulhouse            | Francja | Division 2 | 2     | 1      |
| 1983/84 | FC Mulhouse B          | Francja | Division 3 | 26    | 7      |
| 1984/85 | FC Mulhouse            | Francja | Division 2 | 33    | 5      |
| 1985/86 | FC Mulhouse            | Francja | Division 2 | 20    | 5      |
| 1986/87 | FC Mulhouse            | Francja | Division 2 | 24    | 3      |
| 1987/88 | Olympique Marsylia     | Francja | Division 1 | 12    | 1      |
| 1988/89 | Olympique Lyon         | Francja | Division 2 | 32    | 10     |
| 1989/90 | Olympique Lyon         | Francja | Division 1 | 32    | 5      |
| 1990/91 | Olympique Lyon         | Francja | Division 1 | 37    | 4      |
| 1991/92 | Olympique Lyon         | Francja | Division 1 | 25    | 5      |
| 1992/93 | RC Strasbourg          | Francja | Division 1 | 37    | 5      |
| 1993/94 | RC Strasbourg          | Francja | Division 1 | 29    | 5      |
| 1994/95 | RC Strasbourg          | Francja | Division 1 | 26    | 3      |
| 1995/96 | FC Sochaux-Montbéliard | Francja | Division 2 | 37    | 4      |
| 1996/97 | FC Sochaux-Montbéliard | Francja | Division 2 | 19    | 2      |
| 1997/98 | FC Lorient             | Francja | Division 2 | 35    | 15     |
| 1998/99 | FC Lorient             | Francja | Division 1 | 25    | 8      |
| 1999/00 | US Créteil-Lusitanos   | Francja | Division 2 | 20    | 1      |
| 1999/00 | En Avant Guingamp      | Francja | Division 2 | 12    | 4      |

## Kariera reprezentacyjna
W reprezentacji Algierii Bouafia zadebiutował 13 marca 1988 w zremisowanym 1:1 meczu Pucharu Narodów Afryki 1988 z Wybrzeżem Kości Słoniowej, rozegranym w Casablance. Na tym turnieju rozegrał jeszcze trzy mecze: grupowy z Marokiem (0:1), półfinałowy z Nigerią (1:1, k. 8:9) i o 3. miejsce z Marokiem (1:1, k. 4:3).
W 1992 roku Bouafia został powołany do kadry na Puchar Narodów Afryki 1992. Na tym turnieju rozegrał dwa mecze grupowe: z Wybrzeżem Kości Słoniowej (0:3) i z Kongiem (1:1). Od 1988 do 1992 wystąpił w kadrze narodowej 7 razy.